# De Tomaso Guarà
De Tomaso Guarà är en sportbil, tillverkad av den italienska biltillverkaren De Tomaso mellan 1994 och 2004.

## Historik
Innan De Tomaso sålde Maserati till Fiat 1992 hade man byggt en tävlingsbil kallad Maserati Barchetta. Barchettans avancerade chassi kom att användas till De Tomaso Panteras länge emotsedda ersättare, De Tomaso Guarà.
Bilen visades på Internationella bilsalongen i Genève 1993 med en tävlingsmässig roadster-kaross. Ett år senare visades en mer civiliserad coupé. Den mittmonterade motorn var en V8 i aluminium från BMW. Chassi och kaross var till stora delar byggda i kompositmaterial. 1998 byttes BMW-motorn mot en betydligt större och tyngre V8 från Ford.
Tillverkningen upphörde 2004 i samband med att företaget De Tomaso upplöstes.

## Motorer
| Modell | Årsmodell | Motor              | Cylindervolym | Effekt | Bränslesystem      |
| ------ | --------- | ------------------ | ------------- | ------ | ------------------ |
| 4.0    | 1994-98   | 8-cyl V-motor DOHC | 3982 cm³      | 286 hk | Bränsleinsprutning |
| 4.6    | 1999-2004 | 8-cyl V-motor DOHC | 4601 cm³      | 305 hk | Bränsleinsprutning |